# Megaraptor
A Megaraptor (nevének jelentése 'óriási tolvaj')[forrás?] a nagyméretű theropoda dinoszauruszok egyik neme, amely a késő kréta korban, a coniaci korszakban élt. Fosszíliáit az argentínai Patagónia területén találták meg. Kezdetben úgy vélték, hogy egy óriási dromaeosauridaszerű coelurosaurus volt, de jelenleg tyrannosauroida coelurosaurusként sorolják be.

## Osztályozás

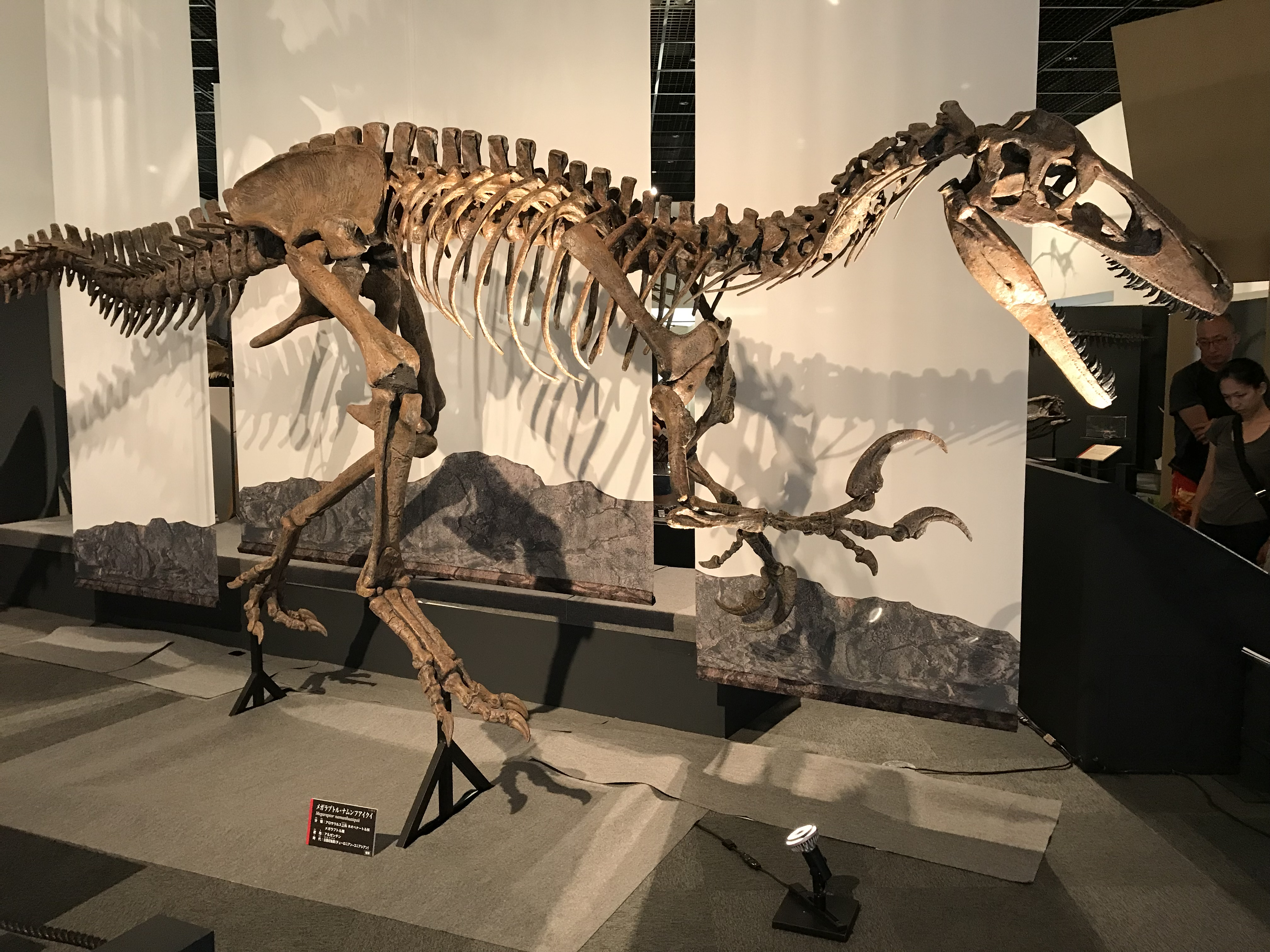
Feltételezés alapján rekonstruált csontváz

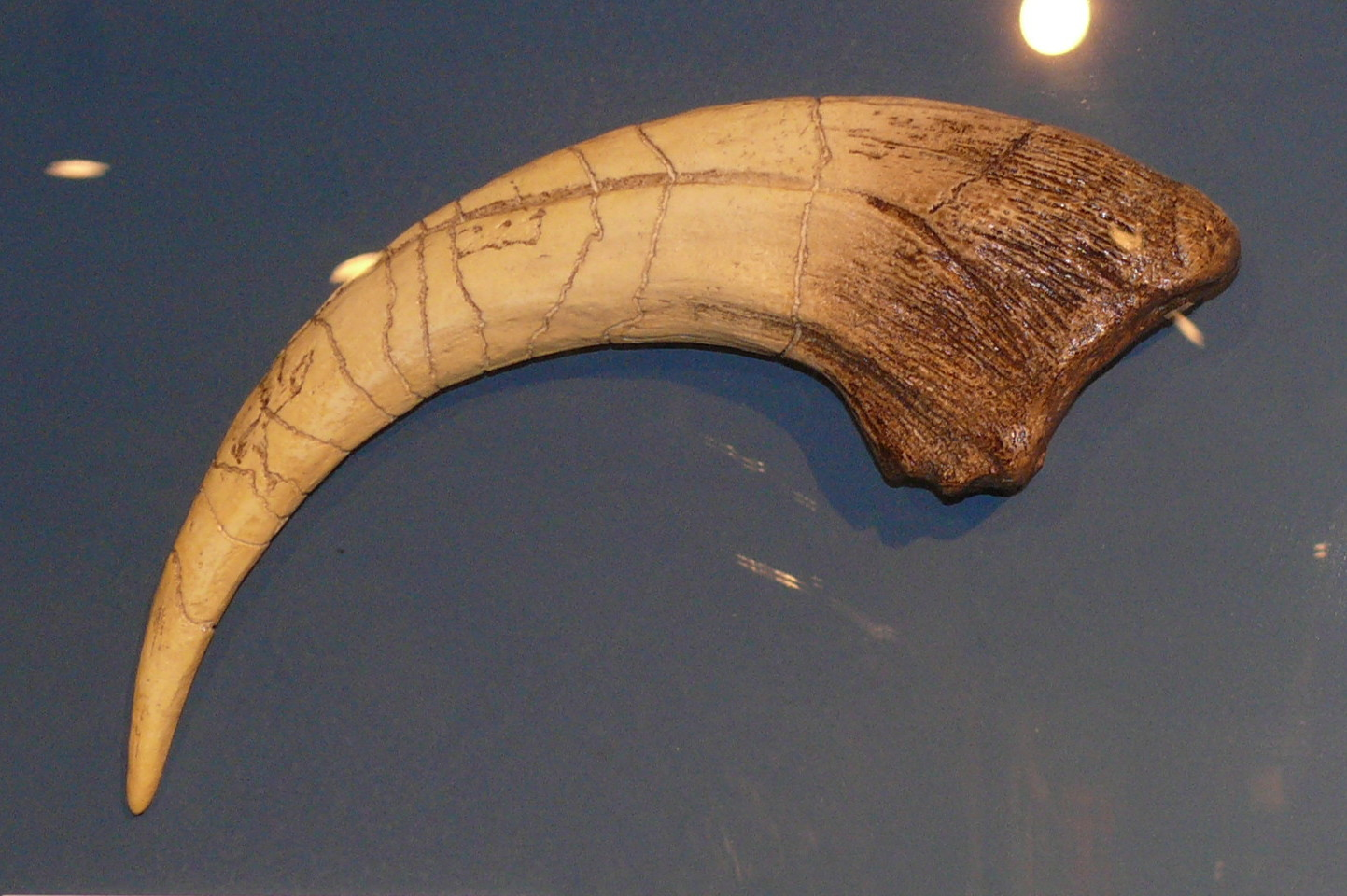
A Megaraptor karma

A Megaraptort először óriás dromaeosauridaként írták le, a csoport tagjainak sarló alakú lábkarmára hasonlító egyetlen (körülbelül 37 centiméteres) karom alapján. Egy teljes mellső láb felfedezése azonban megmutatta, hogy az óriási karom valójában a kéz első ujján helyezkedett el. A Megaraptor körülbelül 8 méter hosszú és 1 tonna súlyú lehetett. A szokatlanul meghosszabbodott kezeken a spinosauridákénál nagyobb mértékben meghajlott sarló alakú karmok nőttek. A kéz eléggé eltér a többi bazális tetanuránétól, ezért kezdetben nem volt egyértelmű, hogy a Megaraptor allosauroidea, carcharodontosaurida vagy spinosauroidea volt-e, vagy valami egészen más. A további tanulmányok és a mellső lábaikon hasonló nagy karmokkal ellátott közeli rokonok felfedezése segített a Megaraptor igen fejlett és könnyű testfelépítésű allosauroideaként és a Neovenatoridae család tagjaként való azonosításában.
Megjegyzendő, hogy felfedezését követően és publikálását megelőzően a spinosaurida Baryonyxról szintén dromaeosauridaként, az allosauroidea Chilantaisaurusról pedig lehetséges spinosauridaként számoltak be, a mellső lábakon nőtt nagyméretű karmok alapján.

## Ausztrál rokonság
A Megaraptor közeli rokona, a 2009-ben, Ausztráliában felfedezett Australovenator segített a mibenlétének kiderítésében. A délkelet-ausztráliai Dinosaur Cove-nál egy további, a Megaraptor rokonának hitt dinoszaurusz került elő. Ez a jelenleg még névtelen állat körülbelül feleakkora lehetett, mint a Megaraptor. Ezek a leletek azt mutathatják, hogy Gondwana feldarabolódása később következett be, mint ahogy azt korábban gondolták.

## Fordítás
- Ez a szócikk részben vagy egészben a Megaraptor című angol Wikipédia-szócikk ezen változatának fordításán alapul.  Az eredeti cikk szerkesztőit annak laptörténete sorolja fel. Ez a jelzés csupán a megfogalmazás eredetét és a szerzői jogokat jelzi, nem szolgál a cikkben szereplő információk forrásmegjelöléseként.

## Külső hivatkozások
- „Australian Dinosaur Found To Have South American Heritage”, Science Daily, 2008. június 15. (Hozzáférés: 2010. április 2.)